# Fotbollsgalan 1998
Fotbollsgalan 1998 hölls måndagen den 16 november 1998 på Cirkus i Stockholm och var den 4:e Fotbollsgalan i ordningen. Sveriges Television sände. Katarina Hultling och Mats Nyström var programledare.

## Priser
| Pris                    | Vinnare                            |
| ----------------------- | ---------------------------------- |
| Årets genombrott        | Ulla-Karin Thelin, Umeå IK         |
| Årets nykomling         | Hans Blomqvist, Västra Frölunda IF |
| Årets forward, herr     | Arild Stavrum, Helsingborgs IF     |
| Årets mittfältare, herr | Fredrik Ljungberg, Halmstad BK     |
| Årets back, herr        | Pétur Marteinsson, Hammarby IF     |
| Årets målvakt, herr     | Mattias Asper, AIK                 |
| Årets mål               | Nebojsa Novakovic, AIK             |
| Folkets lirare          | Fredrik Ljungberg, Halmstad BK     |
| Diamantbollen           | Victoria Svensson, Älvsjö AIK      |
| Guldbollen              | Henrik Larsson, Celtic FC          |

## Artister
- Ainbusk
- Ronny Eriksson
- E-Type
- Niklas Strömstedt